# Farid Berrahma
Farid Berrahma, dit « l'Indien », « le Gremlins » ou « le Rotisseur », né le 20 mai 1966 à Marseille et mort dans cette ville le 4 avril 2006, est une figure du grand banditisme français et du milieu marseillais. Il est le fils d'un mineur algérien ,.

## Historique
Ancien homme de main du parrain Francis le Belge, pionnier du néo-banditisme dans les cités marseillaises et du trafic de cannabis dans ces quartiers, il contrôle une grande partie du marché des stupéfiants dans les quartiers nord au début des années 2000.
En 1998, son nom apparaît dans l'affaire Topaze, selon les écoutes de la police, il tentait de se faire une place dans le trafic de cannabis mis en place par Tony Cossu. Berrahma est interpellé en Espagne le 30 novembre 2001. En 2004, placé sous écrou extraditionnel, il revient en France. En 2005, il est relaxé par le tribunal correctionnel d'Aix-en-Provence pour une association de malfaiteurs autour de machines à sous qui lui avait valu une condamnation à dix ans de prison par défaut, alors qu'il était incarcéré en Espagne. « La procédure a été annulée », assure Me Roubaud. Avant son assassinat, Berrahma devait comparaître dans l'affaire Topaze, pour laquelle sept personnes ont été condamnées en 2004. Son cas avait été disjoint, mais il avait obtenu sa liberté en attendant le procès.

## Assassinat: Tuerie du bar les Marronniers
Le 4 avril 2006, dans le Bar des Marronniers dans le 13e arrondissement de Marseille, alors qu'il regarde le match Lyon-Milan AC, dix tireurs cagoulés  arrosent la tablée et laissent sans souffle Farid Berrahma, assassiné de neuf balles sans avoir même pu dégainer son Glock pourtant garni de 14 cartouches. Trois balles ont tué Radouane Baha, 28 ans, qui tentait de fuir par l'arrière-salle. Fauché aussi, Heddie Djendeli, 32 ans, qui décèdera le lendemain. Lors de son assassinat, Ange-Toussaint Federici est blessé et sera retrouvé par la police à la suite de ses soins dans une clinique. Ce dernier étant soupçonné d'être le commanditaire du meurtre de trois membres du milieu marseillais pour le contrôle de trafics de drogue et  de machines à sous autour de l'étang de Berre, la cour d'assises le condamnera à une peine de 28 ans de prison avec 22 ans de sûreté. Selon l'enquête de la police, le meurtre de Farid Berrahma serait lié notamment à son implication dans l'assassinat d'un restaurateur d'origine corse, Roch Colombani, qui aurait refusé d'installer des machines à sous dans son restaurant à Aix-en-Provence. Farid avait tout perdu lors de son incarcération en Espagne et essayait de retrouver sa place dans le monde des machines à sous et du trafic de drogue, occupée, en son absence, par le milieu corse. La police marseillaise le soupçonnait d'être responsable de nombreux assassinats dans sa quête de pouvoir mais n'a jamais pu le prouver. L'exécution du bar les Marronniers a eu lieu le jour de l'anniversaire de Roch Colombani, moins de deux semaines après son assassinat. Colombani était le neveu d'un membre important du gang de la Brise de mer.